# Anthomyiopsis cypseloides
Anthomyiopsis cypseloides är en tvåvingeart som beskrevs av Townsend 1916. Anthomyiopsis cypseloides ingår i släktet Anthomyiopsis och familjen parasitflugor. Inga underarter finns listade i Catalogue of Life.